# Nephodia plautilla
Nephodia plautilla là một loài bướm đêm trong họ Geometridae.